# Gare de Tchop
La gare de Tchop (ukrainien : Чоп (станція)) est une gare ferroviaire située dans la ville de Tchop en Ukraine.

## Histoire
La gare est ouverte en 1872 et fait partie de la ligne de chemin de fer Ligne Lviv-Stryï-Tchop, elle est exploitée par Lviv Railways.

### Accueil

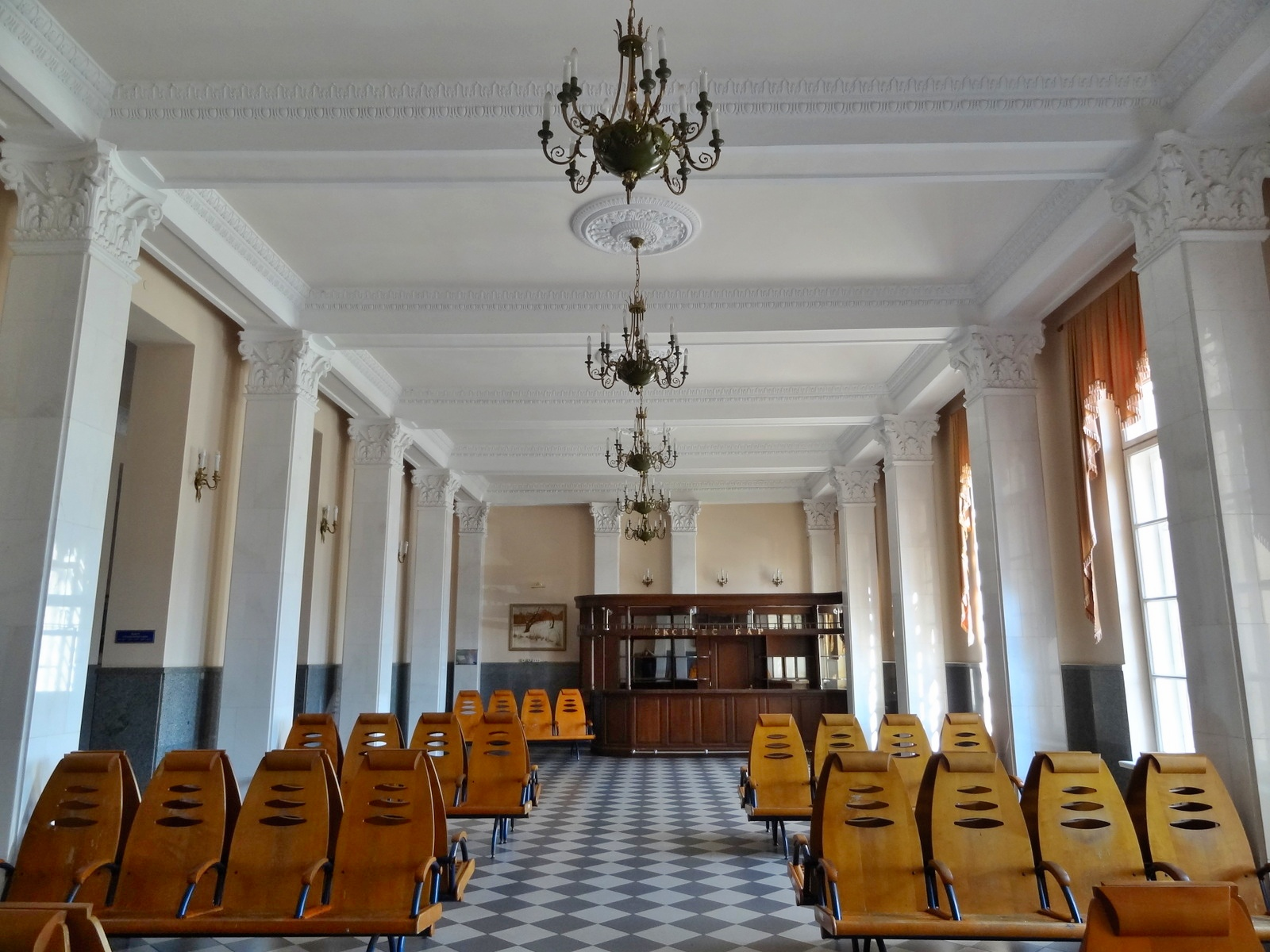
Le hall d'accueil.